# Cachryx defensor
Iguana cu coadă spinoasă din Yucatán (Cachryx defensor) este o specie de șopârlă din familia Iguanidae, endemică în nordul peninsulei Yucatán, Mexic.

## Habitat
Specia populează păduri tropicale și subtropicale uscate cu frunze late, adaptându-se la condițiile semi-aride ale acestor ecosisteme. 

## Statut de conservare
Cachryx defensor este clasificată ca specie amenințată, principalul pericol fiind pierderea habitatului din cauza defrișărilor și urbanizării.

## În Statele Unite
Un exemplar de aproximativ 30 cm a fost descoperit pe 29 iulie 2010 pe un doc de încărcare al uzinei Ford Motor Co. Van Dyke Transmission din Sterling Heights, Michigan. Iguana, transportată accidental în lăzi cu piese auto expediate din peninsula Yucatán, a fost transferată la Grădina Zoologică din Detroit, unde coexistă cu o femelă de iguana neagră (Ctenosaura similis).